# 巴米尔·托皮
巴米尔·米尔泰扎·托皮（1957年4月24日—），阿尔巴尼亚生物学家、政治家，出生于地拉那。前阿尔巴尼亚总统（2007年7月24日-2012年7月24日）。他也是阿尔巴尼亚足球俱乐部地拉那KF的名誉主席（2005年-2007年）。2012年9月，托皮成为阿尔巴尼亚党新民主精神的领袖。曾任阿尔巴尼亚民主党副主席，阿尔巴尼亚兽医研究所所长、议员、农业和食品部部长。

## 阿尔巴尼亚总统

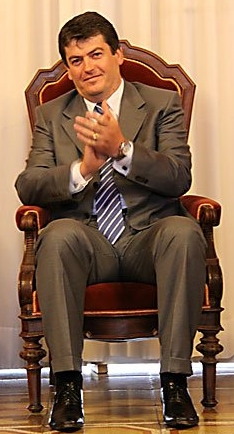
在一个官方仪式期间的巴米尔·托皮总统.

2007年3月8日，托皮当选执政党民主党的总统候选人，议会举行4轮选举，最终托皮当选总统，任期5年。他在7月24日宣誓就职。
就任总统后，托皮正式辞去阿尔巴尼亚民主党副主席的职务，并同时退出了他的政党。他被认为是公正的政治家。

## 支持科索沃独立
托皮大力支持对科索沃的独立。他指出欧盟委员会和其他国际组织需要一个主权国家的科索沃。
2009年1月，托皮受科索沃总统法特米尔·塞伊迪乌和联合国科索沃事务特别代表约阿希姆·吕克尔（Joachim Ruecker）的邀请，对科索沃进行为期三天的访问。访问期间，他被授予科索沃首都普里什蒂纳荣誉市民和普里什蒂纳大学荣誉博士学位。